# Boa psiogłowy
Boa psiogłowy, boa szmaragdowy (Corallus caninus) – gatunek węża z podrodziny boa (Boinae) w rodzinie dusicielowatych (Boidae).
WystępowaniePółnocna Ameryka Południowa (wschodnia i południowa Wenezuela, północna Brazylia, Gujana, Gujana Francuska i Surinam).
SystematykaDawniej takson ten był szerzej ujmowany, gdyż za jego młodszy synonim uznawano Corallus batesii, który w 2009 roku na podstawie kompleksowych badań morfologicznych ponownie uzyskał status odrębnego gatunku.
OpisDuża, szeroka, wyraźnie wyodrębniona głowa, która zwęża się przy oczach. Posiada termoreceptory na dolnej i górnej szczęce. Ubarwiony w tonacji jasnej do głębokiej szmaragdowej zieleni z białymi trójkątami, układającymi się w podłużne znaczenia.
ŚrodowiskoEgzystuje w nienaruszonych środowiskach tropikalnych lasów deszczowych.
PożywienieOdżywia się głównie małymi nadrzewnymi ssakami, nietoperzami i rzadziej ptakami.
W oczekiwaniu na ofiarę zwisa z gałęzi w charakterystycznej pozie, przypominając literę "S", by błyskawicznie wyprostować głowę i szyję, chwytając zaskoczoną ofiarę.
RozmnażanieCiąża u tego gatunku trwa około siedmiu miesięcy; samica wydaje na świat od kilku do kilkunastu żywych młodych, które są koloru czerwonego lub żółtego.